# 敦拜
敦拜，滿洲人，清朝政治人物、清朝吏部尚書。
曾任左都御史。康熙四十一年九月己巳，接替席爾達，擔任清朝吏部尚書，后解。由温达接任。

## 延伸阅读
[在维基数据编辑]
 《清史稿·卷242》，出自趙爾巽《清史稿》